# از این اوستا
از این اَوِستا عنوان کتاب شعری از شاعر نامدار، مهدی اخوان ثالث می‌باشد. این کتاب چهارمین مجموعه شعر چاپ شده از سوی اخوان ثالث است، کتاب از این اوستا در سال ۱۳۴۴ منتشر شد.